# Alpaida tuonabo
Alpaida tuonabo es una especie de araña tejedora de orbe del género Alpaida, de la familia Araneidae, orden Araneae. Fue descrita por Chamberlin & Ivie en 1936.
Se distribuye por América: Panamá. Fue publicada en New spiders from Mexico and Panama. Bulletin of the University of Utah 27(5): 1-, 103.